# Erich Mächler
Erich Mächler (Hochdorf, 24 september 1960) is een voormalig Zwitsers wielrenner.

## Belangrijkste overwinningen
1982
- Berner Rundfahrt
- Stausee Rundfahrt
- 9e etappe Ronde van Zwitserland

1983
- 6e etappe Ronde van Zwitserland

1984
- 2e etappe Tirreno-Adriatico
- Zwitsers kampioen op de weg, profs

1985
- 5e etappe Dauphiné Libéré

1986
- 21e etappe Ronde van Frankrijk

1987
- Milaan-San Remo
- Proloog en 4e etappe Dauphiné Libéré

1988
- 3e etappe, 6e etappe deel B en eindklassement Tirreno-Adriatico
- Ronde van Valencia
- Vuelta Camp de Morvedre

1992
- Berner Rundfahrt

## Resultaten in voornaamste wedstrijden
| Jaar | Ronde van Italië | Ronde van Frankrijk | Ronde van Spanje |
| ---- | ---------------- | ------------------- | ---------------- |
| 1982 | 91e              |                     |                  |
| 1983 |                  | 84e                 |                  |
| 1984 |                  | 84e                 |                  |
| 1985 | 23e              | 114e                |                  |
| 1986 |                  | 49e (1)             |                  |
| 1987 |                  | 85e                 |                  |
| 1988 | opgave           | 136e                |                  |
| 1989 |                  | 117e                | 58e              |
| 1990 |                  | 130e                |                  |
| 1991 |                  | 128e                | 75e              |
| 1992 |                  | opgave              |                  |

| Jaar | Milaan-San Remo | Gent-Wevelgem | Ronde van Vlaanderen | Parijs-Roubaix | Amstel Gold Race | Luik-Bast.‑Luik | Ronde van Lombardije | Waalse Pijl |  | WK op de weg |  | Wereldranglijsten |
| ---- | --------------- | ------------- | -------------------- | -------------- | ---------------- | --------------- | -------------------- | ----------- |  | ------------ |  | ----------------- |
| 1982 |                 | 49e           |                      |                |                  |                 |                      |             |  |              |  |                   |
| 1983 | 36e             | 27e           | 33e                  | 24e            |                  |                 |                      |             |  | 6e           |  |                   |
| 1984 | 14e             | 13e           | 36e                  |                |                  |                 |                      | 46e         |  |              |  |                   |
| 1985 |                 |               |                      |                |                  |                 |                      |             |  |              |  |                   |
| 1986 |                 |               |                      |                |                  |                 | 17e                  |             |  |              |  |                   |
| 1987 | ↑               | 112e          | 59e                  |                |                  |                 |                      |             |  | 47e          |  |                   |
| 1988 | 8e              |               | 31e                  |                | 73e              |                 |                      |             |  |              |  | 74e (UWB)         |
| 1989 | 17e             |               |                      |                | 28e              |                 |                      |             |  |              |  |                   |
| 1990 | 88e             |               |                      |                | 56e              | 70e             | 79e                  | 105e        |  |              |  |                   |
| 1991 |                 |               |                      |                | 61e              |                 |                      |             |  | 27e          |  |                   |
| 1992 | 150e            |               | 72e                  | 66e            |                  |                 |                      |             |  |              |  |                   |